# Toxomerus antiopa
Toxomerus antiopa är en tvåvingeart som först beskrevs av Hull 1951.  Toxomerus antiopa ingår i släktet Toxomerus och familjen blomflugor.
Artens utbredningsområde är Ecuador. Inga underarter finns listade i Catalogue of Life.